# 눈 (식물학)

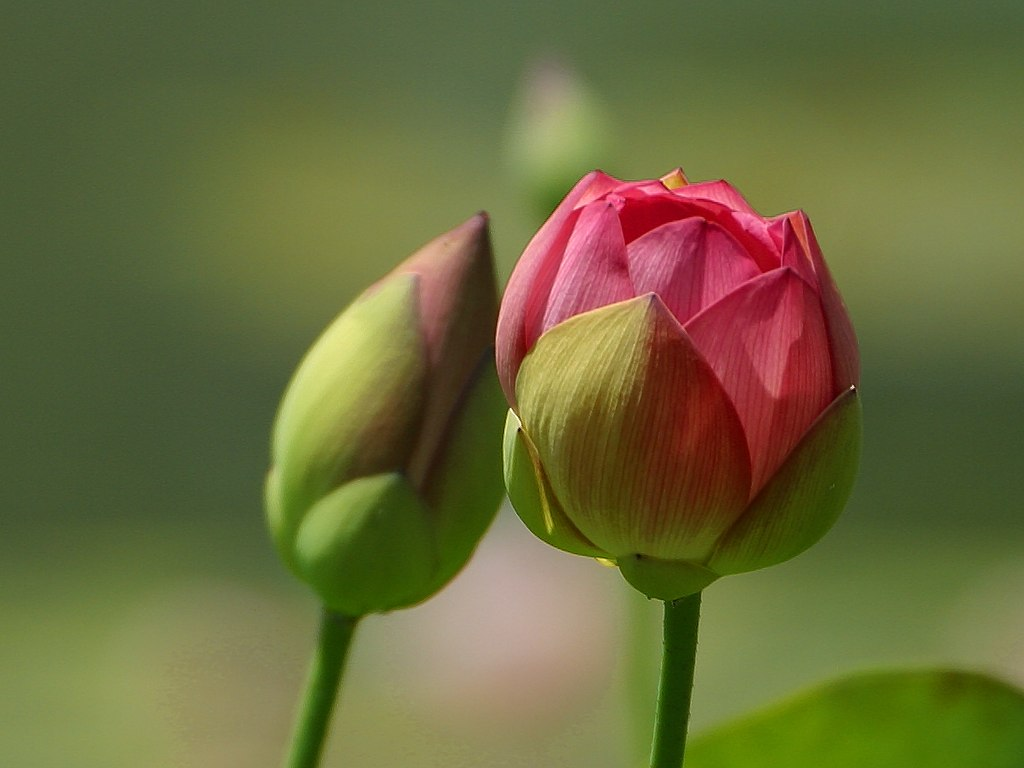
꽃눈

눈(芽, 아)은 식물의 어린 싹이다. 줄기와 잎을 만드는 눈은 '잎눈', 장차 꽃이 되는 눈은 '꽃눈'이라고 한다. 보통 흔히 볼 수 있는 것은 겨울눈이다.
눈의 겉은 단단한 비늘잎이 여러 겹 싸고 있어서, 겨울의 추위로부터 속을 보호하고 있는데, 이와 같이 활동하지 않고 있는 눈을 '휴면아(休眠芽)'라고 한다. 한편, 눈이 휴면아 상태로 식물체 안에 잠복해 있기도 하는데, 이것을 '숨은눈'(潛芽)이라고 한다. 나무의 줄기 또는 가지가 부러졌을 때, 나무껍질 밑에 묻혀 있던 숨은눈이 다시 활동을 시작하여 새 가지가 자라나는데, 주로 나자식물보다 피자식물에서 많이 나타난다. 나자식물에서는 나이가 들은 가지가 절단될 경우 수지가 숨은눈을 덮어 새 가지나 새 잎이 자라지 않는 것을 볼 수 있다.

## 눈의 종류
눈이 발생하는 위치에 따라서, 크게 제눈과 막눈으로 구별할 수 있다. 제눈은 식물체의 일정한 위치에서 발생하는 눈을 말하며 막눈은 제눈 이외의 눈을 말한다. 제눈에는 성장한 가지의 끝에 위치하는 끝눈과 가지 곁쪽의 일정한 위치에 발생하는 곁눈이 있다. 종자식물의 곁눈은 잎이 줄기에 부착하는 부분 위쪽의 잎겨드랑이라고 불리는 위치에 발생하기 때문에, 특히 겨드랑이눈이라고 한다. 식물에 따라서는 꽃눈이 언제나 끝눈의 위치에 발생하는 것(팔손이·식나무)이 있는가 하면, 항상 겨드랑이눈으로서 발생하는 것(시로미)도 있다.